# Ladislav Županič

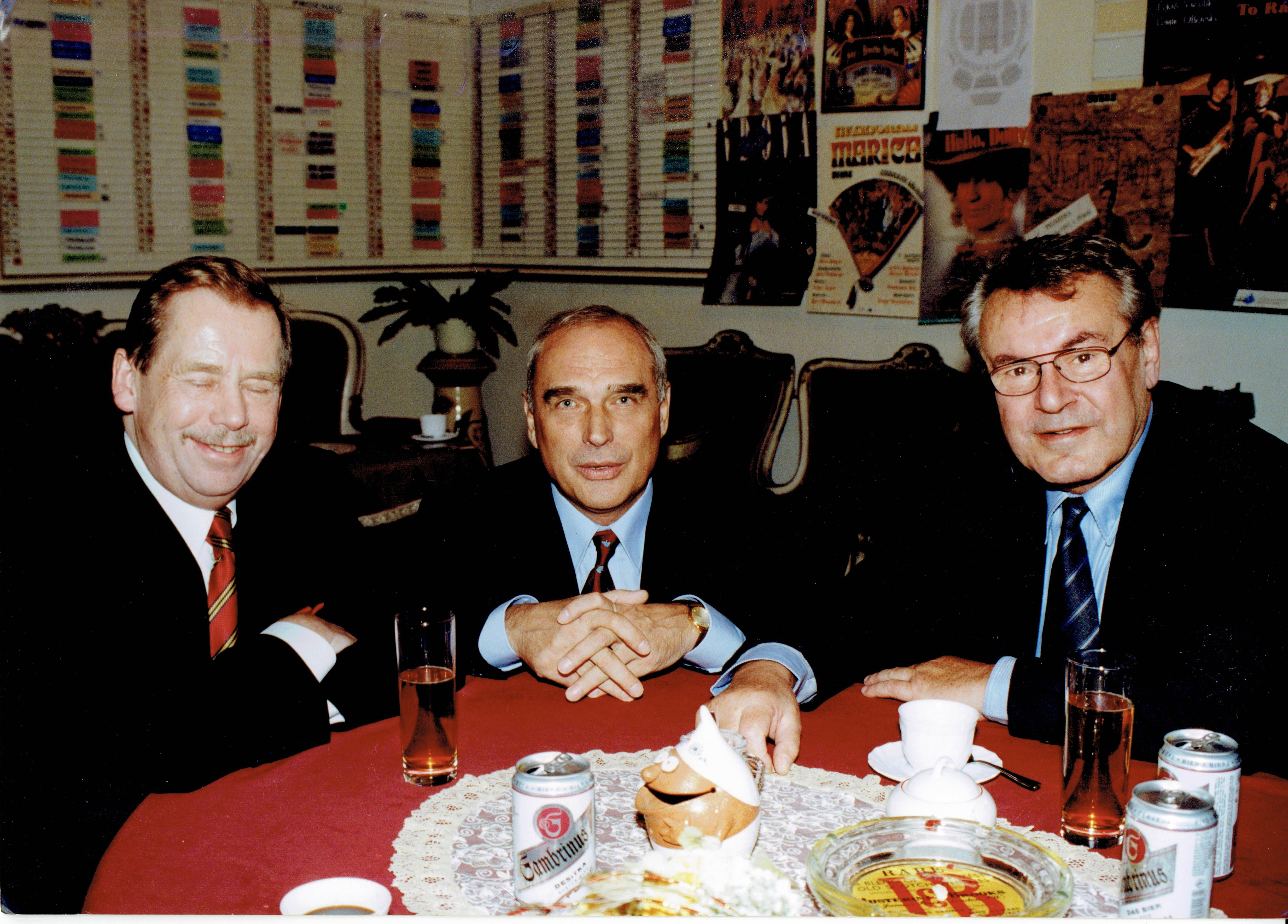
Županič im Jahre 1999 zwischen Václav Havel und Miloš Forman

Ladislav Županič (* 9. September 1943 in Prostějov; † 9. Dezember 2023 in Prag) war ein tschechischer Schauspieler und Synchronsprecher.

## Leben
Županič absolvierte die JAMU in Brno, begann seine Karriere im Theater Paravan und spielte ab dem Jahr 1970 im Musiktheater Karlín, das er auch von 1993 bis 2003 als Direktor leitete. 2016 erhielt er den Thalia-Preis für sein Lebenswerk in der Kategorie Musical/Operette. Županič war neben seiner Film- und Theaterkarriere auch als Synchronsprecher aktiv und sprach in tschechischer Sprache unter anderem Clint Eastwood. Von 1963 bis 2019 wirkte er als Schauspieler vor der Kamera in mehr als 70 Film-und-Fernsehproduktionen mit. Er war auch als Drehbuchautor tätig.
Županič war von 1970 bis zu deren Tod 2019 mit der Schauspielerin Jana Drbohlavová verheiratet und hatte zwei Söhne, darunter den Historiker Jan Županič.

## Filmografie (Auswahl)
- 1978: Die Märchenbraut (Arabela)
- 1985: Heimat, süße Heimat